# Palmyreuphrosyne paradoxa
Palmyreuphrosyne paradoxa é uma espécie de anelídeo pertencente à família Euphrosinidae.
A autoridade científica da espécie é Fauvel, tendo sido descrita no ano de 1913.
Trata-se de uma espécie presente no território português, incluindo a sua zona económica exclusiva.